# アディソン・バーガー
アディソン・バーガー（Addison Barger, 1998年11月12日 - ）は、アメリカ合衆国ワシントン州キング郡ベルビュー出身のプロ野球選手（内野手）。右投左打。MLBのトロント・ブルージェイズ所属。

## 経歴
2018年のMLBドラフト6巡目（全体176位）でトロント・ブルージェイズから指名され、プロ入り。契約後、傘下のルーキー級ガルフ・コーストリーグ・ブルージェイズでプロデビュー。49試合に出場して打率.194、3本塁打、18打点を記録した。
2019年はアパラチアンリーグのルーキー級ブルーフィールド・ブルージェイズでプレーし、13試合に出場して打率.283、2本塁打、8打点を記録した。
2020年はCOVID-19の影響でマイナーリーグの試合が開催されなかったため、公式戦の出場は無かった。
2021年はA級ダニーデン・ブルージェイズとA+級バンクーバー・カナディアンズでプレーし、2球団合計で96試合に出場して打率.244、18本塁打、82打点、7盗塁を記録した。
2022年はA+級バンクーバー、AA級ニューハンプシャー・フィッシャーキャッツ、AAA級バッファロー・バイソンズでプレーし、3球団合計で124試合に出場して打率.308、26本塁打、91打点、9盗塁を記録した。オフにはアリゾナ・フォールリーグに参加し、ソルトリバー・ラフターズに所属した。11月15日にはルール・ファイブ・ドラフトでの流出を防ぐために40人枠入りした。
2024年4月24日にIL入りしたケビン・キアマイアーに代わりアクティブ・ロースター入りすると、同日のカンザスシティ・ロイヤルズ戦に「8番・左翼手」でメジャー初先発出場を果たした。

## プレースタイル
遊撃守備では左翼手の横にいても内野ゴロでの一塁への送球でアウトにできると言われるほどの強肩を備え、打撃も年々成長中である。元々は右打者だったが、少年時代に地元球団であるシアトル・マリナーズに所属していたイチローへの憧れをきっかけに左打席にも挑戦してスイッチヒッターとなった。なお、プロ入り後の2020年からは左打席専任となっている。

## 詳細情報

### 年度別打撃成績
| 年 度    | 球 団    | 試 合 | 打 席 | 打 数 | 得 点 | 安 打 | 二 塁 打 | 三 塁 打 | 本 塁 打 | 塁 打 | 打 点 | 盗 塁 | 盗 塁 死 | 犠 打 | 犠 飛 | 四 球 | 敬 遠 | 死 球 | 三 振 | 併 殺 打 | 打 率 | 出 塁 率 | 長 打 率 | O P S |
| -------- | -------- | ----- | ----- | ----- | ----- | ----- | -------- | -------- | -------- | ----- | ----- | ----- | -------- | ----- | ----- | ----- | ----- | ----- | ----- | -------- | ----- | -------- | -------- | ----- |
| 2024     | TOR      | 69    | 225   | 208   | 20    | 41    | 11       | 0        | 7        | 73    | 28    | 2     | 0        | 0     | 1     | 14    | 0     | 1     | 60    | 1        | .197  | .250     | .351     | .601  |
| MLB：1年 | MLB：1年 | 69    | 225   | 208   | 20    | 41    | 11       | 0        | 7        | 73    | 28    | 2     | 0        | 0     | 1     | 14    | 0     | 1     | 60    | 1        | .197  | .250     | .351     | .601  |

- 2024年度シーズン終了時

### 年度別守備成績
| 年 度 | 球 団 | 三塁（3B） | 三塁（3B） | 三塁（3B） | 三塁（3B） | 三塁（3B） | 三塁（3B） | 左翼（LF） | 左翼（LF） | 左翼（LF） | 左翼（LF） | 左翼（LF） | 左翼（LF） | 右翼（RF） | 右翼（RF） | 右翼（RF） | 右翼（RF） | 右翼（RF） | 右翼（RF） |
| 年 度 | 球 団 | 試 合      | 刺 殺      | 補 殺      | 失 策      | 併 殺      | 守 備 率   | 試 合      | 刺 殺      | 補 殺      | 失 策      | 併 殺      | 守 備 率   | 試 合      | 刺 殺      | 補 殺      | 失 策      | 併 殺      | 守 備 率   |
| ----- | ----- | ---------- | ---------- | ---------- | ---------- | ---------- | ---------- | ---------- | ---------- | ---------- | ---------- | ---------- | ---------- | ---------- | ---------- | ---------- | ---------- | ---------- | ---------- |
| 2024  | TOR   | 36         | 28         | 46         | 6          | 7          | .925       | 10         | 14         | 1          | 1          | 0          | .938       | 27         | 40         | 2          | 0          | 0          | 1.000      |
| MLB   | MLB   | 36         | 28         | 46         | 6          | 7          | .925       | 10         | 14         | 1          | 1          | 0          | .938       | 27         | 40         | 2          | 0          | 0          | 1.000      |

- 2024年度シーズン終了時

### 背番号
- 47（2024年 - ）